# Platymetopius syrinx
Platymetopius syrinx är en insektsart som beskrevs av Abdul-nour 2001. Platymetopius syrinx ingår i släktet Platymetopius och familjen dvärgstritar. Inga underarter finns listade i Catalogue of Life.